# Operador laplacià discret
En matemàtiques, l'operador laplacià discret és la versió discreta de l'operador laplacià continu, definit de manera que té sentit en un graf o una xarxa discreta. En el cas d'un graf de dimensions finites (que conté un nombre finit de costats i vèrtexs) l'operador Laplacià discret és comunament anomenat matriu laplaciana.
L'operador laplacià discret apareix en l'estudi de sistemes dinàmics discrets. Algunes aplicacions freqüents són el processament d'imatges, on és conegut com el filtre laplacià, i en aprenentatge automàtic de clustering.

## Definicions

### Processament d'imatges
L'operador laplacià discret és sovint utilitzat en la detecció de contorns i estimació de moviment. L'operador laplacià discret es defineix com la suma de les segones derivades de la imatge, és a dir, suma de filtres basats en la segona derivada.
En els casos de senyals d'una, dues i tres dimensions, el filtre laplacià s'aplica mitjançant les matrius de convolució (kernels) següents:
Filtre 1D: {\displaystyle {\vec {D}}_{x}^{2}={\begin{bmatrix}1&-2&1\end{bmatrix}}}
Filtre 2D: {\displaystyle \mathbf {D} _{xy}^{2}={\begin{bmatrix}0&1&0\\1&-4&1\\0&1&0\end{bmatrix}}}
o, incloent les diagonals:
Filtre 2D: {\displaystyle \mathbf {D} _{xy}^{2}={\begin{bmatrix}0.5&1&0.5\\1&-6&1\\0.5&1&0.5\end{bmatrix}}}
Filtre 3D: {\displaystyle \mathbf {D} _{xyz}^{2}} és constituït per: primer pla = {\displaystyle {\begin{bmatrix}0&0&0\\0&1&0\\0&0&0\end{bmatrix}}} ; segon pla = {\displaystyle {\begin{bmatrix}0&1&0\\1&-6&1\\0&1&0\end{bmatrix}}} ; tercer pla = {\displaystyle {\begin{bmatrix}0&0&0\\0&1&0\\0&0&0\end{bmatrix}}}
En el cas de n dimensions, cada element {\displaystyle a_{x_{1},x_{2},\dots ,x_{n}}} de la matriu {\displaystyle \mathbf {D} _{x_{1},x_{2},\dots ,x_{n}}^{2}} és definit mitjançant:
{\displaystyle a_{x_{1},x_{2},\dots ,x_{n}}=\left\{{\begin{array}{ll}-2n,&{\text{si }}s=n\\1,&{\text{si }}s=n-1\\0,&{\text{qualsevol altre cas}}\end{array}}\right.}
on xi és la posició (-1, 0 o 1) de l'element de la matriu en la direcció i:th, i s és el nombre de direccions i en què xi = 0.
La verisó n-dimensional està basada en la generalització gràfica del laplacià i assumeix que tots els elements veïns estan a la mateix distància. D'aquesta expressió se'n dedueix el filtre 2D següent, el qual se sol utilitzar freqüentment en lloc de l'expressió anterior:
Filtre 2D: {\displaystyle \mathbf {D} _{xy}^{2}={\begin{bmatrix}1&1&1\\1&-8&1\\1&1&1\end{bmatrix}}}
Aquestes matrius són deduïdes fent servir quocients diferencials discrets.